# 画家とモデル
『画家とモデル』（原題：Artists and Models）は、1955年に公開されたのアメリカ合衆国のミュージカルコメディ映画。底抜けシリーズのジェリー・ルイスとディーン・マーティンが主演した。

## ストーリー
ニューヨークの広告デザイナーであるリックは、漫画オタクの親友ユージーンのトラブルに巻き込まれてばかりいた。
ある夜、ユージーンは漫画で読んだ「ハゲタカ・ヴィンセント」が「X34-R51+6＝33X」という方程式について言及する夢を見て思わず叫び声をあげてしまい、同じ下宿に住む漫画家のアビゲイルとそのモデルであるベシーから苦情を受ける。ユージーンは謝罪しにアビゲイルらの元へ行くが、「こうもり女」に扮したベシーを見て、夢に出てきた「こうもり女」が現実にいると勘違いし、その場を去る。翌日、リックはユージーンを連れて漫画の出版社へ行き、仕事を断りに来たアビゲイルに一目ぼれする。
その後リックはユージーンの夢をもとにスリラー漫画を描く。一方、アビゲイルも児童向け作品を制作するにあたり、ユージーンをモデルにする。さらにそのころ、ベシーは星占いの結果からユージーンと結ばれなければならないと考える。
やがて、リックの漫画がヒットするが、ユージーンの夢に出てきた方程式をそのまま使ったため、女スパイであるソニアがリックへの接触を命じられる。当初ソニアはリックを訪ねるが、アビゲイルの妨害を受け、ターゲットをユージーンに変更する。彼女は「こうもり女」の格好をして舞踏会へ行き、ユージーンを隠れ家まで誘拐する。リックはソニアに拘束されたベシーを見つけ、ソニアとユージーンを追う。ソニアがユージーンを眠らせた時、リックたちが現れる。さらにそこへスパイの一団も来るが、間もなく連邦警察が来て全員捕らえられる。そして、リックはアビゲイルと、ユージーンはベシーとそれぞれ結婚する。

## キャスト
| 役名           | 俳優                   | 日本語吹替                                          |
| 役名           | 俳優                   | 東京12ch版                                          |
| -------------- | ---------------------- | --------------------------------------------------- |
| リック         | ディーン・マーティン   | 広川太一郎                                          |
| ユージーン     | ジェリー・ルイス       | 鈴木やすし                                          |
| ベシー         | シャーリー・マクレーン | 小原乃梨子                                          |
| アビゲイル     | ドロシー・マローン     | 平井道子                                            |
| マードック氏   | エディ・メイホフ       | 滝口順平                                            |
| ソニア         | エヴァ・ガボール       | 渡辺典子                                            |
| アニタ         | アニタ・エクバーグ     | 小林香代子                                          |
| リチャード     | ジョージ・ウィンスロウ |                                                     |
| イヴァン       | ジャック・イーラム     |                                                     |
| サミュエル     | ハーバート・ラドリー   |                                                     |
| ロジャース     | リチャード・シャノン   |                                                     |
| ピーター       | リチャード・ウェッブ   |                                                     |
| 不明 その他    | N/A                    | 中島喜美栄 加藤正之 藤本譲 村松康雄 飯塚昭三 国坂伸 |
| 日本語スタッフ |                        |                                                     |
| 演出           |                        |                                                     |
| 翻訳           |                        |                                                     |
| 効果           |                        |                                                     |
| 調整           |                        |                                                     |
| 制作           | 制作                   | 東北新社                                            |
| 解説           | 解説                   | 南俊子                                              |
| 初回放送       | 初回放送               | 1974年9月12日 『木曜洋画劇場』                      |